# Lista de prefeitos de Alagoinhas
Esta é a lista de prefeitos do município de Alagoinhas, estado brasileiro da Bahia, apresentando as pessoas que foram empossadas como prefeito para o executivo municipal.
| Nº | Nome                                                       | Imagem                              | Partido                                          | Início do mandato       | Fim do mandato                          | Observações                                               |
| 1  | José Jesuíno da Silva Teles                                |                                     | Partido Republicano Popular PRP                  | 2 de julho de 1853      | 14 de fevereiro de 1861                 | Intendente nomeado pelo presidente da província           |
| 2  | João Antônio da Costa Dória                                |                                     | Partido Republicano Popular PRP                  | 15 de fevereiro de 1861 | 23 de abril de 1864                     | Intendente nomeado pelo presidente da província           |
| 3  | Anízio Pinto Cardozo                                       |                                     | Partido Republicano Popular PRP                  | 24 de abril de 1864     | 3 de maio de 1867                       | Intendente nomeado pelo presidente da província           |
| 4  | Inácio Paschoal Bastos                                     |                                     | Partido Republicano Popular PRP                  | 4 de maio de 1867       | 10 de fevereiro de 1870                 | Intendente nomeado pelo presidente da província           |
| 5  | Graciliano Marques Pereira de Freitas                      |                                     | Partido Republicano Popular PRP                  | 11 de fevereiro de 1870 | 9 de novembro de 1874                   | Intendente nomeado pelo presidente da província           |
| —  | Tiago José Correia                                         |                                     | Partido Republicano Popular PRP                  | 10 de novembro de 1874  | 31 de dezembro de 1874                  | Presidente da Câmara de Vereadores no cargo interinamente |
| —  | Benício de Macêdo Silva                                    |                                     | Partido Conservador PCN[carece de fontes?]       | 1° de janeiro de 1875   | 15 de fevereiro de 1875                 | Presidente da Câmara de Vereadores no cargo interinamente |
| 6  | João Climério Dantas Bião                                  |                                     | Partido Republicano Popular PRP                  | 16 de fevereiro de 1875 | 12 de fevereiro de 1878                 | Intendente nomeado pelo presidente da província           |
| —  | Otacílio de Lima Valverde                                  |                                     | Partido Republicano Popular PRP                  | 13 de fevereiro de 1878 | 21 de agosto de 1878                    | Presidente da Câmara de Vereadores no cargo interinamente |
| 7  | Esperidião Mendes de Argolo                                |                                     | Partido Republicano Popular PRP                  | 22 de agosto de 1878    | 28 de novembro de 1882                  | Intendente nomeado pelo presidente da província           |
| —  | José Alfredo de Araújo                                     |                                     | Partido Liberal PL                               | 28 de novembro de 1882  | 31 de dezembro de 1882                  | Presidente da Câmara de Vereadores no cargo interinamente |
| 8  | Maurílio Pinto da Silva                                    |                                     | Partido Liberal PL                               | 1° de janeiro de 1883   | 4 de março de 1885                      | Superintendente nomeado pela Câmara de Vereadores         |
| 9  | Joaquim da Silva Cravo                                     |                                     | Partido Conservador PCN[carece de fontes?]       | 5 de março de 1885      | 19 de setembro de 1889                  | Superintendente nomeado pela Câmara de Vereadores         |
| —  | José Dos Santos Queiroz                                    |                                     | Partido Democrático PD                           | 20 de setembro de 1889  | 2 de fevereiro de 1889                  | Presidente da Câmara de Vereadores no cargo interinamente |
| 10 | Geraldo de Alcântara Leal                                  |                                     | Partido Democrático PD                           | 3 de fevereiro de 1889  | 15 de novembro de 1892                  | Superintendente nomeado pela Câmara de Vereadores         |
| —  | Alberto Leal                                               |                                     | Partido Democrático PD                           | 16 de novembro de 1892  | 7 de março de 1893                      | Presidente da Câmara de Vereadores no cargo interinamente |
| —  | Benício de Macêdo Silva                                    |                                     | Partido Conservador PCN[carece de fontes?]       | 8 de março de 1893      | 3 de abril de 1893                      | Presidente da Câmara de Vereadores no cargo interinamente |
| 11 | Saturnino da Silva Ribeiro                                 |                                     | Partido Conservador PCN[carece de fontes?]       | 4 de abril de 1893      | 31 de janeiro de 1897                   | Superintendente nomeado pela Câmara de Vereadores         |
| 12 | Mário da Silva Cravo                                       |                                     | Partido Liberal PL                               | 1° de fevereiro de 1897 | 31 de janeiro de 1904                   | Superintendente nomeado pela Câmara de Vereadores         |
| 13 | Antônio Martins de Carvalho Júnior                         |                                     | União Democrática Conservadora UDC               | 1° de fevereiro de 1904 | 2 de outubro de 1912                    | Superintendente nomeado pela Câmara de Vereadores         |
| —  | Porphyrio Leal de Araújo                                   |                                     | Partido Republicano Popular PRP                  | 3 de outubro de 1912    | 31 de janeiro de 1913                   | Presidente da Câmara de Vereadores no cargo interinamente |
| 14 | Antônio Martins de Carvalho Júnior                         |                                     | União Democrática Conservadora UDC               | 1° de fevereiro de 1913 | 31 de janeiro de 1920                   | Superintendente nomeado pela Câmara de Vereadores         |
| 15 | Carlos de Souza Cunha                                      | Alagoinhas, Bahia                   | Partido Liberal PL                               | 1° de fevereiro de 1920 | 31 de janeiro de 1928                   | Superintendente nomeado pela Câmara de Vereadores         |
| 16 | Heitor de Souza Dantas                                     |                                     | Partido Liberal PL                               | 1° de fevereiro de 1928 | 4 de novembro de 1930                   | Superintendente nomeado pela Câmara de Vereadores         |
| —  | Carlos Benjamim de Viveiros                                |                                     | Partido Republicano Popular PRP                  | 5 de novembro de 1930   | 22 de janeiro de 1931                   | Presidente da Câmara de Vereadores no cargo interinamente |
| 17 | Álvaro Ernesto de Figueiredo                               |                                     | União Democrática Conservadora UDC               | 23 de janeiro de 1931   | 28 de outubro de 1945                   | Intendente nomeado pelo Interventor federal               |
| 18 | Altamiro Cerqueira Campos                                  |                                     | Partido Progressista PP                          | 29 de outubro de 1945   | 5 de janeiro de 1947                    | Intendente nomeado pelo Interventor federal               |
| 19 | João Dourado de Cerqueira Bião                             |                                     | Partido Social Democrático PSD                   | 5 de janeiro de 1947    | 30 de janeiro de 1950                   | Prefeito eleito em sufrágio universal                     |
| 20 | Pedro da Costa Dória                                       |                                     | Partido Democrata Cristão PDC                    | 31 de janeiro de 1951   | 30 de janeiro de 1955                   | Prefeito eleito em sufrágio universal                     |
| 21 | Antônio Martins de Carvalho Júnior                         |                                     | União Democrática Nacional UDN                   | 31 de janeiro de 1955   | 3 de abril de 1959                      | Prefeito eleito em sufrágio universal                     |
| 22 | José da Silva Azi (Lamarão, 12.09.1920–09.11.2014)         |                                     | Partido Republicano PR                           | 4 de abril de 1959      | 3 de abril de 1963                      | Prefeito eleito em sufrágio universal                     |
| 23 | Murillo Cavalcanti (Rio das Pedras, 07.03.1932–16.07.2004) |                                     | Partido Social Democrático PSD                   | 4 de abril de 1963      | 30 de janeiro de 1967                   | Prefeito eleito em sufrágio universal                     |
| 24 | Antônio de Figueiredo Carneiro                             |                                     | Aliança Renovadora Nacional ARENA                | 31 de janeiro de 1967   | 30 de janeiro de 1971                   | Prefeito eleito em sufrágio universal                     |
| 25 | Murillo Cavalcanti (Rio das Pedras, 07.03.1932–16.07.2004) |                                     | Aliança Renovadora Nacional ARENA                | 31 de janeiro de 1971   | 30 de janeiro de 1973                   | Prefeito eleito em sufrágio universal                     |
| 26 | Judélio de Souza Carmo (Alagoinhas, 24.05.1945–09.04.2009) |                                     | Movimento Democrático Brasileiro MDB             | 31 de janeiro de 1973   | 31 de janeiro de 1977                   | Prefeito eleito em sufrágio universal                     |
| 27 | Miguel dos Santos Fontes                                   |                                     | Aliança Renovadora Nacional ARENA                | 1° de fevereiro de 1977 | 31 de janeiro de 1983                   | Prefeito eleito em sufrágio universal                     |
| 28 | Judélio de Souza Carmo (Alagoinhas, 24.05.1945–09.04.2009) |                                     | Partido do Movimento Democrático Brasileiro PMDB | 1° de fevereiro de 1983 | 31 de dezembro de 1988                  | Prefeito eleito em sufrágio universal                     |
| 29 | José Francisco dos Reis (Alagoinhas, 16.12.1952–)          |                                     | Partido da Frente Liberal PFL                    | 1° de janeiro de 1989   | 31 de dezembro de 1992                  | Prefeito eleito em sufrágio universal                     |
| 30 | Murillo Cavalcanti (Rio das Pedras, 07.03.1932–16.07.2004) |                                     | Partido da Frente Liberal PFL                    | 1° de janeiro de 1993   | 31 de dezembro de 1996                  | Prefeito eleito em sufrágio universal                     |
| 31 | João Batista Fiscina                                       |                                     | Partido da Mobilização Nacional PMN              | 1° de janeiro de 1997   | 31 de dezembro de 2000                  | Prefeito eleito em sufrágio universal                     |
| 32 | Joseildo Ramos (Alagoinhas, 23.08.1967–)                   |                                     | Partido dos Trabalhadores PT                     | 1° de janeiro de 2001   | 31 de dezembro de 2004                  | Prefeito eleito em sufrágio universal                     |
| 32 | Joseildo Ramos (Alagoinhas, 23.08.1967–)                   | 1° de janeiro de 2005               | Partido dos Trabalhadores PT                     | 31 de dezembro de 2008  | Prefeito reeleito em sufrágio universal |                                                           |
| 33 | Paulo Cezar Simões Silva (Alagoinhas, 09.03.1957–)         |                                     | Partido da Social Democracia Brasileira PSDB     | 1° de janeiro de 2009   | 31 de dezembro de 2012                  | Prefeito eleito em sufrágio universal                     |
| 33 | Paulo Cezar Simões Silva (Alagoinhas, 09.03.1957–)         | Partido Democrático Trabalhista PDT | 1° de janeiro de 2013                            | 31 de dezembro de 2016  | Prefeito reeleito em sufrágio universal |                                                           |
| 34 | Joaquim Belarmino Cardoso Neto (Alagoinhas, 29.04.1962–)   |                                     | Democratas DEM                                   | 1° de janeiro de 2017   | 31 de dezembro de 2020                  | Prefeito eleito em sufrágio universal                     |
| 34 | Joaquim Belarmino Cardoso Neto (Alagoinhas, 29.04.1962–)   | Partido Social Democrático PSD      | 1° de janeiro de 2021                            | 31 de dezembro de 2024  | Prefeito reeleito em sufrágio universal |                                                           |
| 35 | Gustavo Augusto de Souza Carmo (Salvador, 02.07.1975–)     |                                     | Partido Social Democrático PSD                   | 1° de janeiro de 2025   | Atual                                   | Prefeito eleito em sufrágio universal                     |